# サイド・ムサ

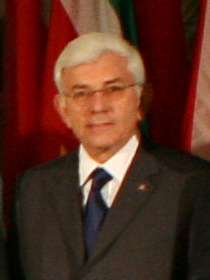
サイド・ムサ

サイド・ウィルバート・ムサ（Said Wilbert Musa、1944年3月19日 - ）は、ベリーズの政治家、弁護士。サン・イグナシオ (San Ignacio)生まれ。両親はパレスチナにルーツを持つ。イギリスのマンチェスター大学で法学を学ぶ。人民連合党(PUP)の党首となり、1998年8月28日より2008年2月8日まで同国の首相を務めた。